# Jean-Paul Mulot
Pour les articles homonymes, voir Mulot (homonymie).
Jean-Paul Mulot , né en 1960, est un journaliste français. Ancien directeur délégué du Figaro, il a été Représentant Permanent de la Région Hauts-de-France au Royaume-Uni de 2017 à 2020. Depuis Juin 2021, il est conseiller régional des Hauts-de-France délégué aux relations internationales. Il a été porte-parole de La Manufacture, le think tank fondé par  Xavier Bertrand devenu Nous France.

## Biographie

### Famille
Jean-Paul Mulot descend d’une famille de libraires-éditeurs, installés après la Révolution au 71, rue Saint-Jacques et au 6, place de La Sorbonne dans les locaux de l’actuelle Librairie philosophique J. Vrin.
Spécialisée dans la philosophie, la linguistique, la philologie et l’histoire, la Librairie Ancienne et Moderne Jean-Baptiste Mulot fut, pour de nombreuses générations d’étudiants au XIXe siècle à la Sorbonne, un célèbre rendez-vous d’érudits et de professeurs. 
Reprise en 1906 par un des petits-fils de Jean-Baptiste Mulot, Gaston Lechevalier, la maison fut fermée en août 1914. Capitaine au 297e Régiment d’Infanterie, Chevalier de la Légion d’Honneur, décoré de la Croix de Guerre, il fut tué le 22 juin 1917. Rouverte le 15 septembre 1919 par son plus jeune frère Louis Lechevalier, maire-adjoint du 6e  arrondissement de Paris , la librarie fut ensuite cédée à Joseph Vrin, après leur rencontre commune avec l’historien de la philosophie Étienne Gilson. Les Éditions Paul Lechevalier (ainsi que la Librairie scientifique de Jacques Lechevalier) installées 12, rue de Tournon depuis 1880 ont poursuivi leurs activités dans l’édition jusque dans les années 1980.
Par sa mère, il est apparenté à Sigismond Glandaz (1792-1877), premier président à la Cour de cassation de Paris et président de la Chambre des avoués. Son arrière grand-oncle, Albert Glandaz a été vice-président du Yacht Club de France et président de la Fédération française des Sociétés d'aviron. Ce proche de Pierre de Coubertin et de Jean-Baptiste Charcot a aussi créé l'Association Française du Yachting de Course en 1911, préfiguration de l'Union des Sociétés Nautiques Françaises (1920) qui deviendra la Fédération Française de la Voile. Président-fondateur du Comité nautique du Touring Club de France, il contribuera puissamment aux infrastructures fluviales et maritimes.  
Président du Comité national des sports entre 1910 et 1911 et entre 1912 et 1913 ce grand mécène est aussi membre du CIO de janvier 1913 à son décès en 1943. Il a été trésorier de l'Académie des sports.
Mulot est marié à Anne-Marie Verdin, directrice marketing digital & communication de Bicester Village, du groupe Value Retail.

### Journalisme
Après des études de sciences politiques et d’histoire, il entre à 21 ans au Quotidien de Paris où il est d’abord rédacteur au service culture, puis au service politique.
Ce proche de Philippe Tesson, hostile au programme commun de la gauche, n’en participe pas moins à la création de Globe en novembre 1985, un journal de gauche, pseudo-intellectuel, pro-mitterrandien et antiraciste, fondé par Georges-Marc Benamou et Bernard-Henri Lévy.
Libéral et libertaire, il cultive comme Tesson de nombreuses contradictions quant à son positionnement idéologique. 
Membre fondateur en 1985 de l’Association des Journalistes Média (AJM)  aux côtés de Patrice Lestrohan, il conseille aussi Le Quotidien du Médecin, partenaire du groupe Bouygues lors de la privatisation de TF1.
En 1989, alors qu’il vient d’être nommé directeur adjoint de la rédaction, il quitte le journal pour l’audiovisuel, et devient responsable du développement de Sygma Télévision. Il rejoint de nouveau le Quotidien comme grand reporter en 1990 et reçoit le prix de la Fondation Hachette pour la Presse écrite 1991 pour une série de reportages dans les banlieues françaises .
Après la fermeture du journal, dont il a été le dernier directeur de la rédaction, il travaille avec André Rousselet, ex-directeur de cabinet de François Mitterrand, avant de rejoindre Le Figaro, où il est d’abord conseiller de Franz-Olivier Giesbert, puis chef adjoint du service politique. En 1998, il devient directeur adjoint, puis directeur délégué de la rédaction. En parallèle, il travaille avec Patrick de Baecque pour lancer la première version du Figaro on Line, le Figaro.fr.

### Amateur de jardins
Auteur de plusieurs ouvrages autour du jardin, animateur de nombreuses associations (il fut longtemps Président de l’Association des Parcs et Jardins de l’Aisne et Vice-président de la Fondation des Parcs et Jardins de France), il a été le concepteur d'un jardin labellisé Jardin remarquable à Puisieux-et-Clanlieu (Aisne).
Après les tempêtes des 26 et 27 décembre 1999, il lance avec Bernard de la Rochefoucauld la campagne Reboisons la France qui permettra de replanter des dizaines de milliers d’arbres dans de nombreux sites historiques et botaniques au travers de toute la France  . En juin 2005, il est nommé membre du comité de développement des musée et domaine nationaux du Château de Fontainebleau par Renaud Donnedieu de Vabres, Ministre de la Culture et de la Communication, en tant que personnalité qualifiée  . Il a aussi été administrateur de La Demeure Historique et membre du Jury du Prix P.J. Redouté 
Il est Président de l’Association des Jardins Paysagers des Hauts-de-France et des Hortillonnages , association qui organise chaque année le Festival Art Villes et Paysages dans les Hortillonnages d’Amiens.

### Politique en Picardie
Conseiller municipal de Puisieux-et-Clanlieu (Aisne), il renonce finalement à être candidat à la députation en 1993 dans la 3ème circonscription de l’Aisne, après avoir été investi avec l’appui de Nicolas Sarkozy. Proche du chirurgien Christian Cabrol, il dirige sa campagne électorale sans succès face au sortant Jean-Pierre Balligand. 
En 1998, il est candidat aux élections régionales en Picardie. Lors de l'élection présidentielle de 2007, il est "éditorialiste du site des militants sarkozystes" comme le souligne Le Figaro en avril 2007. En Juin 2021, il est élu conseiller régional sur la liste menée par Xavier Bertrand. Il est depuis conseiller régional délégué chargé des relations internationales. Il siège au Conseil d’administration du Musée du Louvre-Lens, de l’Opéra de Lille, du Tandem à Arras-Douai et à l’Ecole de Journalisme de Lille.

### Conseil et médias
En 2008, Christine Albanel, Ministre de la Culture et de la Communication, lui confie, ainsi qu’à Christian Spitz, une mission de réflexion sur l’éducation aux médias et sur une éventuelle extension des compétences du Conseil supérieur de l'audiovisuel (CSA) dans le domaine d’internet.
Ancien directeur du figaro.fr, ce spécialiste des nouveaux médias a été administrateur de Bemobee, une agence conseil en marketing mobile, filiale du Mobile Network Group, premier groupe coté dédié au marketing et à la publicité mobile en France, avant de créer, en 2012, V & R  avec Christian Reuilly, une agence de communication spécialisée dans les affaires publiques et la finance.

### Au Royaume-Uni
Nommé Représentant Permanent de la Région Hauts-de-France au Royaume-Uni en juin 2017, c’est un proche conseiller de l’ancien ministre Xavier Bertrand, élu en décembre 2015 à la Présidence de la Région. En 2010, il déclare à Ian Hamel, dans un livre consacré à Bertrand :”Je le connais depuis 30 ans, c’est le meilleur de sa génération”.
Installé à Oxford depuis plusieurs années, ancien membre de The Atlantic Partnership , petit-fils d’un résistant qui fit partie des militaires français qui gagnèrent l’Angleterre en juin 40 après Dunkerque, il est par ailleurs un grand défenseur de l’amitié franco-britannique .
Il intervient régulièrement dans les médias britanniques , et dans des conférences.
En 2017, il a été l'organisateur de nombreuses réunions à Londres autour du Brexit pour la Région Hauts-de-France .

### Affaire Epstein
Figurant dans le « carnet noir » de Jeffrey Epstein, il « crie au complot » fin août 2019,,. Sa femme a fait ses études à Oxford avec Ghislaine Maxwell, la complice de Jeffrey Epstein.